# Marilyn Moore
Marilyn Moore (Oklahoma City, 16 juni 1931 - Florida, maart 1992) was een Amerikaanse jazz-zangeres. Ze zong op de manier van Billie Holiday.
Moore werd geboren in een showbusiness-gezin en trad als tiener op als zangeres in clubs in Chicago en Oklahoma City. Ze zong later bij onder meer Woody Herman (1949), Charlie Ventura, Ray McKinley, Boyd Raeburn en haar latere man, de saxofonist Al Cohn. In 1957 kwam van haar het album "Moody Marilyn Moore" uit, waarop ze ook begeleidt wordt door Cohn. In 1958 trad ze op in de jazzshow "Oh Captain", en op opnames hiervan speelden Coleman Hawkins, Harry Edison, Oscar Pettiford en Art Farmer mee. Na haar scheiding van Cohn is van haar in de muziek weinig meer vernomen. 
Een van haar kinderen met Cohn is de jazzgitarist Joe Cohn.

## Discografie
- Moody Marilyn Moore/Oh, Captain! (twee albums op 1 cd), Fresh Sound Records, 2012

- Biblioteca Nacional de España: XX5377700
- Bibliothèque nationale de France: cb16264769f (data)
- Catàleg d'autoritats de noms i títols de Catalunya: 981058522672906706
- International Standard Name Identifier: 0000 0001 1488 0772
- Library of Congress Control Number: n88626413
- MusicBrainz: ef7f4bc6-2b53-48e3-bc91-f588d6468e70
- Virtual International Authority File: 13886126
- WorldCat: E39PBJvRX3Xxc6qd6gdRtXDXh3